# Mariä Himmelfahrt (Elmshorn)

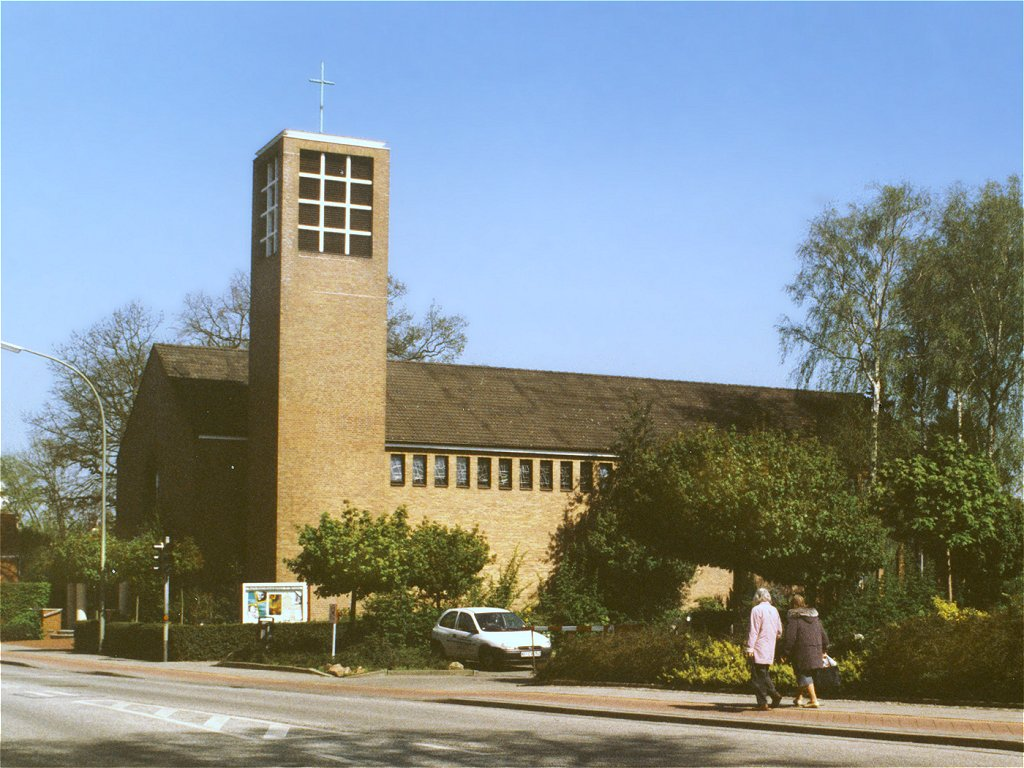
Elmshorn – Mariä Himmelfahrt

Die Kirche Mariä Himmelfahrt ist die römisch-katholische Kirche in Elmshorn, einer Stadt im Kreis Pinneberg in Schleswig-Holstein. Das nach der leiblichen Aufnahme Mariens in den Himmel benannte Gotteshaus ist die Pfarrkirche der Pfarrei Hl. Martin mit Sitz in Elmshorn im Erzbistum Hamburg.

## Geschichte
Elmshorn, das damals zur Grafschaft Holstein-Pinneberg gehörte und kirchlich dem Erzbistum Bremen unterstand, wurde im 16. Jahrhundert durch die Reformation lutherisch.
Nachdem sich wieder Katholiken in Elmshorn niedergelassen hatten, wurden sie ab 1875 durch Geistliche der St.-Joseph-Kirche in Altona betreut.
Um 1900 bildete sich in Elmshorn eine eigene Kirchengemeinde. Im Jahr 1900 wurde ein Grundstück in der Beselerstraße erworben, auf dem 1902 die Kapelle zum Hl. Nikolaus geweiht wurde. Zum Einzugsgebiet der Kapelle gehörten neben Elmshorn unter anderem auch Glückstadt, Pinneberg und Uetersen.
Im Zuge der Flucht und Vertreibung Deutscher aus Mittel- und Osteuropa 1945–1950 stieg die Zahl der Katholiken in Elmshorn so stark an, dass die Nikolauskapelle zu klein geworden war. 1950 begann der Bau der Mariä-Himmelfahrt-Kirche, die 1952 durch Johannes von Rudloff, Weihbischof des Bistums Osnabrück, zu dem Elmshorn damals gehörte, geweiht wurde. Sie bekam das Patrozinium Mariä Himmelfahrt, Nebenpatron wurde der heilige Nikolaus von Myra, der Schutzpatron der Vorgängerkapelle. Von 1952 bis 1954 war Josef Schewe, der spätere Diözesandenkmalpfleger und Leiter des Diözesanmuseums des Bistums Osnabrück, als Kaplan an der Kirche tätig.
In den 1950er Jahren wurde auch in Barmstedt eine Pfarrei gegründet, die zum 1. April 2005 aufgehoben und der Pfarrei Elmshorn angeschlossen wurde. Die Kirche Heilige Familie in Barmstedt wurde damit zur Filialkirche der Pfarrei Elmshorn, sie wurde 2011 profaniert und 2012 abgerissen.
2009 wurden die Kirchenglocken in Elmshorn durch ein neues Geläut ersetzt.
Zum 1. Januar 2017 wurde durch das Erzbistum Hamburg das Dekanat Itzehoe, zu dem die Mariä-Himmelfahrt-Kirche gehörte, aufgelöst und der neugegründeten Region Schleswig-Holstein angeschlossen.
Am 21. Oktober 2018 wurde die heutige Pfarrei Heiliger Martin errichtet, zu der neben der Kirche Mariä Himmelfahrt in Elmshorn auch die Kirchen Herz Jesu in Halstenbek, St. Michael in Pinneberg, Maria Hilfe der Christen in Quickborn, Christkönig in Uetersen und Unbeflecktes Herz Mariens in Wedel gehören. Die Pfarrei Mariä Himmelfahrt in Elmshorn wurde in diesem Zusammenhang aufgehoben.

## Architektur und Ausstattung
Die Kirche steht auf dem Grundstück Feldstraße 34, rund 200 Meter westlich der Marschbahn. Das Pfarrhaus und das Pfarrbüro befinden sich in der gegenüberliegenden Beselerstraße.
Die geostete Kirche ist mit einem Satteldach eingedeckt und verfügt über einen freistehenden Glockenturm. Rechtwinklig zum Kirchenschiff ist an der Nordseite die Sakristei angebaut. Die Kirche wird durch ein Portal an der Westseite erschlossen. Das Taufbecken ist zentral im Kirchenschiff platziert. Der Altarraum wird durch ein Kruzifix an der Rückwand dominiert. An den Seitenwänden hängen die Kreuzwegstationen.
Die Orgel steht auf der Orgelempore, sie wurde im Jahre 2000 vom Unternehmen Jehmlich Orgelbau Dresden als Opus 1138 erbaut. Das Instrument verfügt über 31 Register auf zwei Manualwerken und Pedal.
Eine weitere katholische Einrichtung in Elmshorn ist die Kindertagesstätte St. Marien.